# Тарбагатайський район (Казахстан)
Тарбагата́йський район (каз. Тарбағатай ауданы, рос. Тарбагатайский район) — адміністративна одиниця у складі Східноказахстанської області Казахстану. Адміністративний центр — село Акжар.

## Населення
Населення — 20017 осіб (2021; 25894 у 2009, 37234 у 1999, 37241 у 1989).

## Склад
До складу району входять 7 сільських округів та 1 селищу адміністрацію:
| Поселення                        | Площа, км² | Населення, осіб (1989) | Населення, осіб (1999) | Населення, осіб (2009) | Населення, осіб (2021) | Центр    | Населені пункти |
| -------------------------------- | ---------- | ---------------------- | ---------------------- | ---------------------- | ---------------------- | -------- | --------------- |
| Тугильська селищна адміністрація | -          | 7422                   | 7967                   | 5306                   | 4624                   | Тугил    | 2               |
| Акжарський сільський округ       | -          | 9545                   | 9809                   | 7735                   | 6595                   | Акжар    | 3               |
| Жанааульський сільський округ    | -          | 3219                   | 3250                   | 1943                   | 1188                   | Жанаауил | 4               |
| Жетиаральський сільський округ   | -          | 3605                   | 3582                   | 2238                   | 1404                   | Жетиарал | 4               |
| Кабанбайський сільський округ    | -          | 3897                   | 3458                   | 2461                   | 2078                   | Кабанбай | 5               |
| Карасуський сільський округ      | -          | 3568                   | 3291                   | 2054                   | 1632                   | Карасу   | 5               |
| Куйганський сільський округ      | -          | 3205                   | 3245                   | 2262                   | 1300                   | Куйган   | 3               |
| Манирацький сільський округ      | -          | 2780                   | 2632                   | 1850                   | 1196                   | Манирак  | 2               |

## Найбільші населені пункти
Населені пункти з чисельністю населення понад 1000 осіб:
| № | Населений пункт | Населення, осіб (1989) | Населення, осіб (1999) | Населення, осіб (2009) | Населення, осіб (2021) |
| - | --------------- | ---------------------- | ---------------------- | ---------------------- | ---------------------- |
| 1 | Акжар           | 7563                   | 8182                   | 6396                   | 5818                   |
| 2 | Тугил           | 7034                   | 7483                   | 4744                   | 4094                   |
| 3 | Кабанбай        | 1694                   | 1698                   | 1210                   | 1033                   |